# پتروفسکایا (شهرستان کارگوپولسکی، استان آرخانگلسک)
پتروفسکایا (به لاتین: Petrovskaya) یک منطقهٔ مسکونی در روسیه است که در استان آرخانگلسک واقع شده‌است.